# Stephen O’Donnell
Stephen Gerard O’Donnell (ur. 11 maja 1992 w Bellshill) – szkocki piłkarz występujący na pozycji obrońcy w szkockim klubie Motherwell oraz w reprezentacji Szkocji. W trakcie swojej kariery grał także w takich zespołach jak Partick Thistle, Luton Town oraz Kilmarnock.